# Eden (músico)
Jonathon Ng (Dublin, Irlanda – 23 de dezembro de 1995), conhecido profissionalmente como Eden (estilizado como EDEN), é um músico, cantor, compositor, produtor musical e modelo irlandês. Anteriormente, ele se apresentava como The Spab Project e mais tarde The Eden Project, um pseudônimo que foi descontinuado em 2015. O trabalho como "The Eden Project" normalmente apresentava estilos mais convencionais da dance music eletrônica, como dubstep e drum and bass, enquanto seu trabalho como Eden veio a se aventurar em um estilo mais ao indie pop.
Johnathon lançou seis EPs e mais de 70 canções e remisturas como The Eden Project. Como Eden, ele lançou sua própria gravadora, MCMXCV, na qual seu primeiro EP, End Credits, foi lançado. Seu segundo EP, I Think You Think Too Much of Me, foi lançado em agosto de 2016, estreando em 43º lugar na parada irlandesa de álbuns como seu primeiro trabalho alcançando esse mérito. O primeiro álbum de estúdio de Eden, Vertigo, foi lançado em 19 de janeiro de 2018 e foi promovido por uma turnê mundial. Em fevereiro de 2020, Johnathon lançou seu segundo álbum de estúdio chamado No Future, que também é seguido por outra turnê mundial. No Future chegou ao Top 150 das paradas de álbuns de todos os gêneros e ao Top 10 das paradas de álbuns alternativos um dia após o lançamento.

## História

### Vida pregressa
Jonathon nasceu em 23 de dezembro de 1995 em Dublin, Irlanda, filho de uma mãe irlandesa e um pai de Hong Kong. A partir dos sete anos de idade, ele foi treinado em violino clássico. Mais tarde, ele aprendeu sozinho piano, guitarra e bateria. Ele participou e se formou no Blackrock College.

### 2013 – 2015: The Eden Project
Jonathon começou a lançar faixas de forma independente como The Eden Project em 2013, alcançando popularidade através das redes. Em 2014, ele lançou o álbum Kairos, no qual as faixas "Statues" e "Chasing Ghosts" o viram experimentar um estilo alternativo de música mais suave. Ele também foi vocalista em "Iris" (de Exit Friendzone) e fez a faixa "Lost". Ambas as faixas junto com "Chasing Ghosts" foram lançadas pela gravadora NoCopyrightSounds. Em outubro de 2014, ele lançou o EP Entrance, cuja faixa "Circles" contrastava com seu familiar estilo eletrônico. Suas faixas mais populares foram desvios de seu som habitual. Em 10 de dezembro de 2014, ele foi destaque na faixa "Scribble" do produtor Puppet, de Nova Iorque, que foi lançado pela gravadora Monstercat.
Em 2015, Jonathon abraçou ainda mais seu estilo indie com o EP Bipolar Paradise, cuja faixa "Fumes" acumulou quase 17 milhões de visualizações no sítio YouTube em 22 de dezembro de 2020. Mais tarde, ele anunciou que estava descontinuando o The Eden Project e lançou Final Call, seu último EP sob este pseudônimo. Continha duas versões covers, uma de "Blank Space" de Taylor Swift e outra de "Crazy In Love" de Beyoncé. "Times Like These" é oficialmente a última canção lançada sob seu antigo pseudônimo.

### 2015 – 2016: Eden,End CreditseITYTTMOM
Jonathon mudou seu apelido para Eden após o lançamento de Final Call, e começou a gravar um novo trabalho na primavera de 2015. O EP End Credits foi lançado para download digital em todo o mundo em 8 de agosto pela gravadora Seeking Blue, bem como o próprio selo de Jonathon, MCMXCV. O EP consiste em faixas orientadas ao indie pop e ao eletrônico alternativo. Dois singles, "Nocturne" e "Gravity", foram lançados em junho e julho, respectivamente. Ao todo, o EP acumulou mais de 14 milhões de reproduções na plataforma de streaming SoundCloud.
Em 22 de março, Jonathon embarcou em sua End Credits Tour, com shows em Dublin, Londres, Toronto, Nova Iorque, Los Angeles e São Francisco. Elliot Crabb foi o principal produtor das faixas e se juntou à End Credits Tour. Os ingressos se esgotaram em uma semana, e um local adicional foi montado na cidade de Nova Iorque devido à demanda. A turnê terminou em 8 de abril.
Logo após a End Credits Tour, Jonathon anunciou que seu novo EP, I Think You Think Too Much of Me, seria lançado em 19 de agosto de 2016. Em 10 de junho de 2016, o primeiro single, "sex", foi lançado, com maior foco nos vocais e instrumentação. Um mês depois, a Billboard estreou o próximo single, "drugs", um dia antes de seu lançamento oficial em 15 de julho de 2016. O EP apresenta "Fumes", lançado anteriormente no The Eden Project, com o rapper Gnash, além de relançamentos de outras duas canções do The Eden Project, versões remasterizadas de "XO" e "Circles". Após o lançamento, o EP entrou na parada de álbuns da Irlanda, tornando-se o seu primeiro trabalho a alcançar esse mérito.
Em 7 de setembro de 2016, Jonathon lançou um segundo videoclipe para "drugs", uma experiência de vídeo de 360 graus em realidade virtual. O vídeo acumulou 1,5 milhão de visualizações no sítio Facebook em uma semana. Jonathon promoveu I Think You Think Too Much of Me através da Futurebound Tour, que começou em 7 de setembro de 2016 em Vancouver, na Colúmbia Britânica. A turnê incluiu 33 apresentações na América do Norte e Europa, e terminou em 26 de novembro com um show final em Paris, França.

### 2017 – 2019:Vertigo
Eden embarcou em uma turnê de festival no verão de 2017. Ele também selecionou alguns fãs para filmar suas experiências em cada show e publicá-las em sua conta do aplicativo Snapchat. Em 2 de setembro, Jonathon realizou seu último show da temporada de festivais no Electric Picnic. Durante seu set, ele estreou a versão oficial de "Start//End", uma canção que já havia vazado em sua conta do SoundCloud em janeiro.
Em 28 de setembro, "Start//End" foi lançado em todas as principais plataformas de música como o primeiro single do próximo álbum, Vertigo. O single foi acompanhado por um videoclipe, que ultrapassou 1 milhão de visualizações depois de ser uma tendência no YouTube. O vídeo foi filmado em vários lugares na Europa, América do Norte e Japão.
Em 8 de novembro de 2017, Eden sugeriu o lançamento de um novo single nas redes sociais. Nos dias 8 e 9 de novembro, o site do Eden exibiu coordenadas onde as pessoas vasculharam para encontrar cartazes escondidos em vários locais do mundo. "Gold" foi lançado oficialmente em 10 de novembro de 2017, juntamente com o anúncio da Vertigo World Tour, que durou de março a maio de 2018. O terceiro single de Eden para o álbum, "Crash", foi lançado em 8 de dezembro de 2017.
Vertigo foi lançado em 19 de janeiro de 2018. Eden iniciou a Vertigo World Tour na promoção do álbum em março de 2018. A turnê durou oito meses, concluindo em 27 de novembro. A turnê continha 67 shows; 50 na América do Norte, 12 na Europa e 5 na Oceania. Ele foi acompanhado por vários atos de abertura, incluindo VÉRITÉ, Kacy Hill e Sasha Sloan.
Em 29 de junho de 2018, Eden lançou um EP chamado About Time da coleção de faixas que foram tocadas durante a Vertigo World Tour durante o intervalo entre as partes da turnê. Eden lançou um single, "909", em 24 de abril de 2019

### 2019 – presente:No Future
Dois singles do álbum No Future, "Untitled" e "Projector" foram lançados em outubro de 2019. Em dezembro de 2019, "Love, Death, Distraction" e em janeiro de 2020, "Isohel", foram lançados. No Future foi lançado oficialmente em 14 de fevereiro de 2020.
A turnê mundial do No Future foi adiada indefinidamente devido à pandemia de COVID-19. A turnê foi posteriormente cancelada completamente em 12 de maio de 2020.

## Trabalhos adicionais
Antes do lançamento de End Credits, Jonathon forneceu vocais não creditados para a música "Elysium" de Mendum, bem como vocais creditados para a canção "Stomach It" de Crywolf. Os vocais de "woah", uma faixa do EP Final Call do The Eden Project, foram sampleados na faixa "I'll Be Your Reason" de Illenium. Após o lançamento de End Credits, Jonathon forneceu vocais não creditados na faixa "No More" de Pierce Fulton, que foi lançada em 9 de novembro de 2015 pela gravadora Armada Music. Jonathon também forneceu vocais para "Leaving" de Illenium em 2017. Em 2018, Jonathon forneceu vocais não creditados para "thinking 2 much" de Jeremy Zucker.
Jonathon também cantou a canção Amnesia, presumivelmente durante seu último ano na escola secundária. Mais tarde, ele afirmou, durante uma transmissão ao vivo, que a faixa nunca teria uma versão de estúdio.
Em novembro de 2015, Jonathon lançou um cover de "Billie Jean" de Michael Jackson para download. Acumulou mais de 1 milhão de reproduções na maioria das plataformas de streaming.

## Curiosidades
EDEN é torcedor do Liverpool Football Club.

## Discografia
Álbuns de estúdio
- 2018: Vertigo
- 2020: No Future
- 2022: ICYMI

EPs
- 2015: End Credits
- 2016: I Think You Think Too Much of Me
- 2018: About Time
- 2018: All You Need Is Love

## Turnês
- End Credits Tour (2016)
- Futurebound Tour (2016)
- Vertigo World Tour (2018)
- No Future Tour (2020) (cancelado devido a pandemia de COVID-19)
- End Credits RETOUR (2021)